# Павильон № 10 «Лёгкая и пищевая промышленность» (Торговый городок)
Павильон № 10  «Лёгкая и пищевая промышленность» (с 1957 года — Районы) — десятый выставочный павильон  Рязанской областной сельскохозяйственной, промышленной и строительной выставки, построенный в 1955 году под руководством архитектора Евгения Ларинского. Расположен на Центральной площади Главной аллеи выставки, напротив зеркально расположенного павильона «Районы».
Оба зеркальных павильона как минимум один раз меняли название между собой. С 2024 года в здании находится филиал Музея истории молодёжного движения с интерактивной экспозицией, рассказывающей о прошлом, настоящем и будущем Рязанской области.

## История
Павильон был построен в 1955 году под названием «Лёгкая промышленность. Промышленность продтоваров». Здание предназначалось для экспонирования товаров широкого народного потребления. Особое внимание уделялось продукции, производимой из кукурузы: масел, консервов, хлеба, сахара, уксусной кислоты, крахмала, патоки. Соседний 11-й зеркальный павильон в то время имел название «Районы». Однако, к 1957 году павильоны по неясным причинам меняются названиями, что отражено на фотографиях того времени. На Центральной площади выставки перед павильонами расположен фонтан, в воды которого в выставочное время нередко запускали живую рыбу.
Позднее, в советское время здесь располагались магазины городского продторга. В 1992 году, когда Торговый городок перешёл под управление одноимённой корпорации у двух зеркальных павильонов планировалось соорудить полусферические стеклянные крыши, перекрывающие пространство перед ними. Концепция так и не была выполнена из-за банкротства корпорации. В 1990-е и 2000-е годы в здании располагались розничные магазины. С начала 2010-х годов задняя часть комплекса, на которой расположен павильон была заброшена. В 2016 году началась очистка территории городскими активистами, в рамках которой фасад здания был частично окрашен. В 2019 году во время проведения архитектурного фестиваля «Школа» в помещениях павильона была открыта выставочная экспозиция.

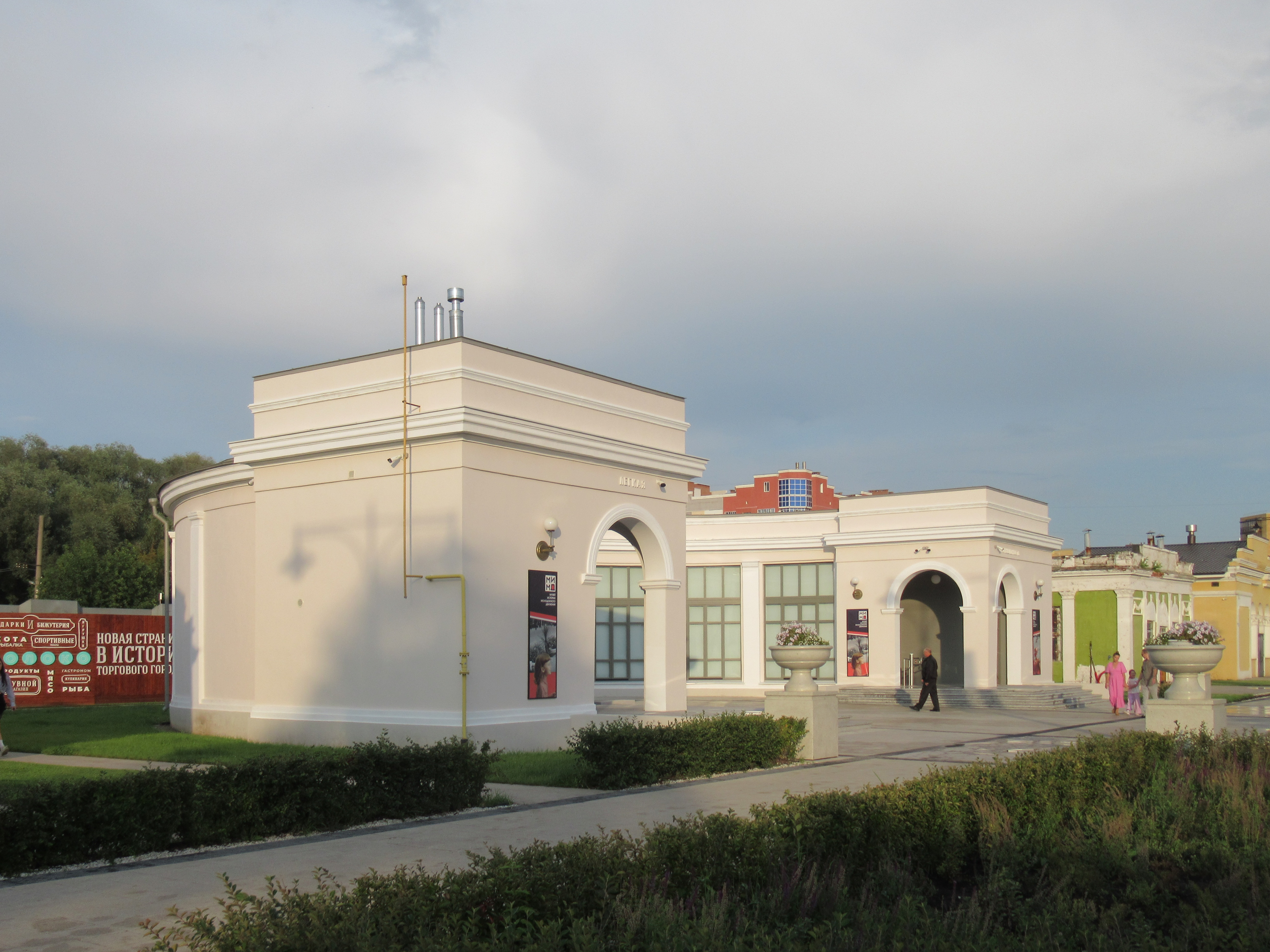

В 2024 года завершилась реставрация здания. 21 марта губернатор Рязанской области Павел Малков открыл здесь филиал Музея истории молодёжного движения. Сегодня в павильоне работает интерактивная экспозиция, рассказывающая о прошлом, настоящем и будущем области и о вкладе молодёжи в её развитие.

## Архитектура
Полукруглое в плане одноэтажное здание расположено на Главной аллее комплекса на площади с симметрично расположенным зеркальным павильоном «Районы». Здание выстроено на невысоком цоколе и акцентировано по флангам ризалитами с арочными проёмами, перекрывающими по два крыльца. Вход в здание расположен в ризалитах.
Центральная часть здания — оконная галерея с окнами в пол с пилястрами в проёмах. Здание завершается аттиком с профилированным карнизом над упрощённым антаблементом. Дворовая часть фасада, выходящая на Восточную аллею имеет глухие проёмы между пилястрами.